# The Rising Dead
The Rising Dead ist ein US-amerikanischer Low-Budget-Horrorfilm des Regisseurs Brent Cousins aus dem Jahr 2007.
Die Direct-to-DVD-Produktion wurde auf Big Island im US-Bundesstaat Hawaii gedreht und am 21. August 2007 in den Vereinigten Staaten erstmals veröffentlicht. Die deutsche DVD-Erstveröffentlichung war am 17. April 2008.

## Handlung
Die Staaten der Weltgemeinschaft befinden sich in einem mit biologischen Waffen ausgetragenen Krieg, der Mutationen bei Bakterienstämmen hervorruft und schließlich eine Seuche auslöst. Die Infizierten werden zu Untoten mit einem unstillbaren Verlangen nach menschlichem Blut. Der mysteriöse Erreger überträgt sich durch Bisse auf andere Menschen und verwandelt die Opfer binnen kürzester Zeit in sogenannte Zombies, die unaufhaltsam große Bevölkerungsteile dahinraffen. Die einzig sicheren Zufluchtstätten für die wenigen Nicht-Infizierten sind Atomschutzbunker, die über Jahre ein Überleben ermöglichen.
Ex-Agent und Personenschützer John Blake wird vom todgeweihten Präsidenten beauftragt, 50 ausgewählte Personen, darunter Regierungsangestellte, Diplomaten, Politiker wie auch einfache Menschen, zu einem unterirdischen Bunkersystem nach Guantánamo auf Kuba zu eskortieren. Auf dem Weg zu der streng geheimen Bunkeranlage stürzt ihr marodes Flugzeug aus ungeklärten Gründen mitten in einem subtropischen Waldgebiet ab. Die Überlebenden des Unglücks, die First Lady, ihre beiden Kinder und Blake schlagen sich zu Fuß durch die Wildnis durch, während die Frau des Leibwächters mit Ariel, einer weiteren Auserwählten, an anderer Stelle ums Überleben kämpft. Die restlichen Passagiere sind scheinbar tot, eine Verwandlung in blutrünstige Monster steht unmittelbar bevor.
Vor diesem Hintergrund geleitet Blake die größere Gruppe mit der Präsidentengattin nebst Kindern in Richtung rettende Unterkunft, als sie von Zombiescharen bedrängt und attackiert werden. Trotz erheblicher Gegenwehr werden Präsidentensohn Gaberial sowie dessen Mutter infiziert. Wenig später verschwindet die kleine Treasure spurlos. Der verstörte Blake, der es nicht schaffte seine Schutzbefohlenen sicher ans Ziel zu führen, schlägt sich daraufhin allein durch und stößt irgendwann auf Ariel, die sich zwischenzeitlich von der infizierten Amber, Blakes Ehefrau, trennte. Die beiden gelangen gemeinsam zum Atomschutzbunker, wo sie abermals von den lebenden Toten bedrängt werden. Nachdem diese erfolgreich liquidiert wurden, finden John und Ariel einen voll ausgestatteten Bunker, der von einem Kernkraftwerk versorgt wird.
Sechs Monate später. Die beiden Überlebenden versuchen mit der Außenwelt Kontakt aufzunehmen, als es am Reaktor, der das unterirdische Areal mit Kernenergie versorgt, zu einem lebensbedrohlichen Zwischenfall kommt. Unter Einsatz seines Lebens verhindert Blake eine Katastrophe ungeahnten Ausmaßes, stirbt jedoch an den Folgen der radioaktiven Strahlung. Ariel ist nun völlig allein. In dieser beklemmenden Situation erreicht sie am Ende des Films ein Notruf einer Hilfsmannschaft, die sich mit der vermissten Treasure dem Bunker nähert.

## Kritiken
Die Filmzeitschrift Blickpunkt:Film schrieb, die Inszenierung sei ein „solider No-Budget-Horror.“ Die Filmzeitschrift VideoWoche schrieb, die „sinnfrei ersonnene, doch dramaturgisch durchaus wirksam umgesetzte Greuelmär um die übliche Untoteninvasion und mehrere parallel geschaltete Fluchten“ biete „beachtliche Unterhaltungshöhen.“